# Kost Hordijenko

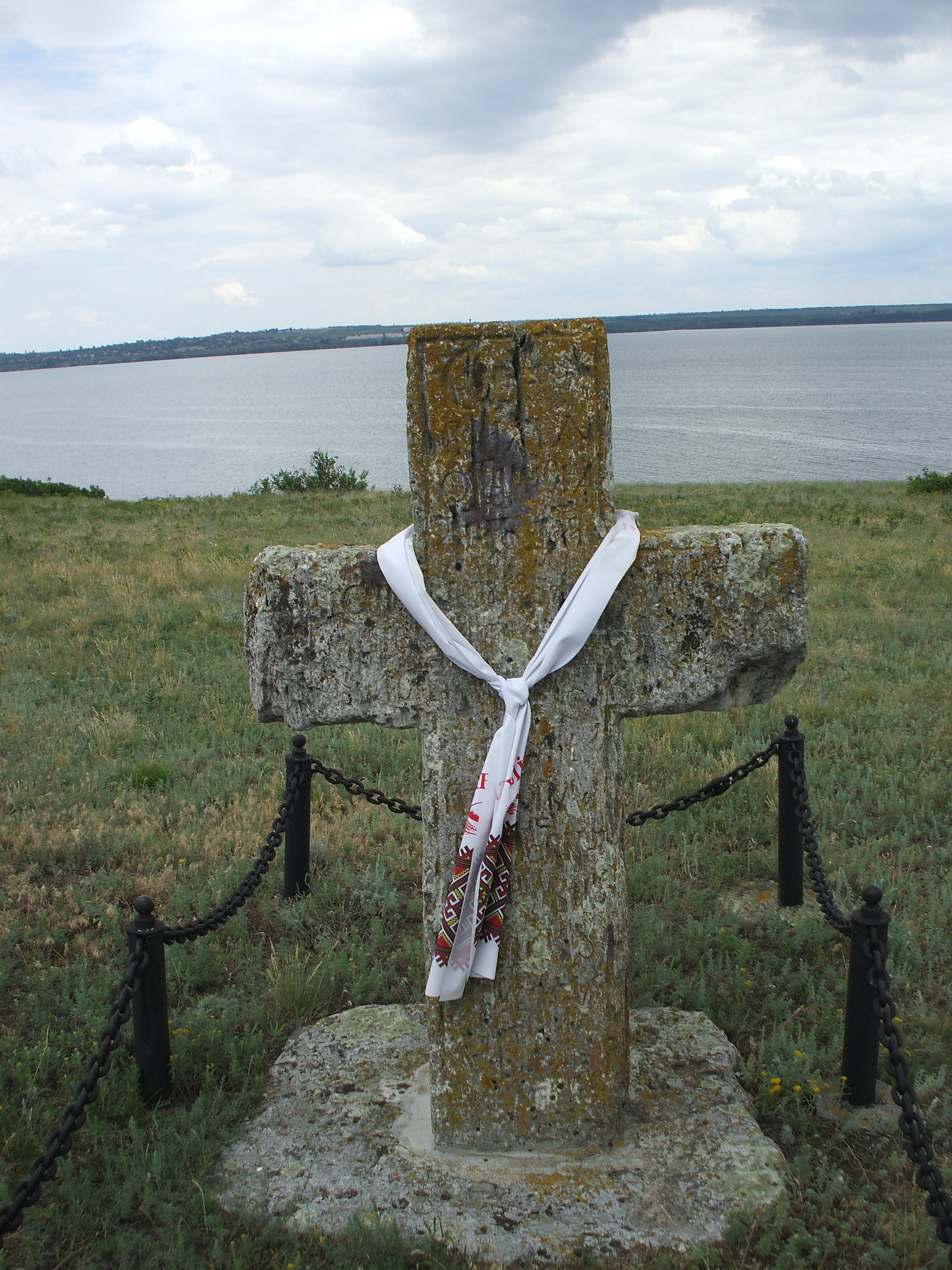
Kreuz am Grab von Hordijenko

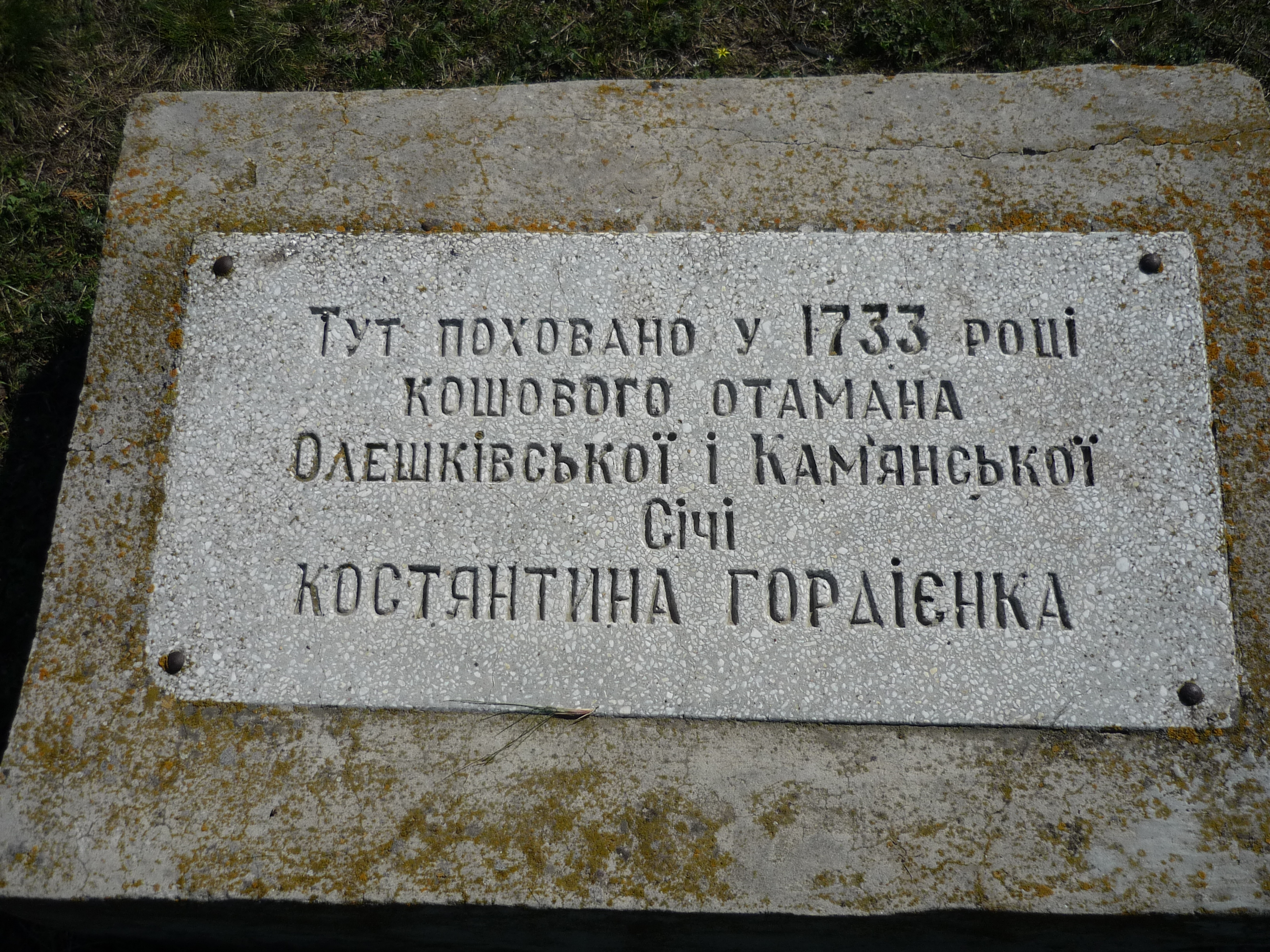
Grabstein des Ataman

Konstantine „Kost“ Hordijenko (auch Hordiienko, Kostjantyn Hordijenko; ukrainisch Гордієнко Кость, russisch Konstantin Gordejewitsch Gordijenko; * in der heutigen Oblast Poltawa; † 14. Mai 1733 im Krimkhanat) war von 1702 bis 1713 ein Ataman der Saporoger Sitsch.

## Leben
Hordijenko studierte an der Kiew-Mohyla Akademie.
Als kompromissloser Gegner der Zaren lehnte Kost Hordijenko die Bereitschaft des Hetmans Iwan Masepa zur Anerkennung der russischen Suprematie über die Saporoger Kosaken ab. Im März 1709 erreichte er mit 8000 Kosaken das Hauptquartier der schwedischen Armee in der Ukraine, und mit Masepas Vermittlung unterzeichnete er am 8. April bei Welyki Budyschcha ein Abkommen mit dem Schwedenkönig Karl XII. Nach der Schlacht bei Poltawa ermöglichte er den Streitkräften von Karl und Masepa, nahe bei Perewolotschna den Dnepr zu überqueren, um nach Tighina ins Osmanische Reich zu flüchten. Als Masepa starb, unterstützte Hordijenko den neuen Hetman Pylyp Orlyk und nahm 1711 an dessen Aufstand im Gebiet der Ukraine rechts des Dnepr teil. Nachdem er 1712 ein Abkommen mit dem Osmanischen Reich erzielt hatte, verließ Hordijenko Orlyk und kommandierte bis 1728 die Kosakensiedlung Oleschky unter der Schutzherrschaft des Krim-Khanats.